# Могак (водопад)
Могак — водопад на юго-востоке Башкортостана, в Абзелиловском районе. Образуется падением горной речки Могак с горы Кандывиль хребта Крыктытау. Добраться до водопада можно от Белорецка или Магнитогорска.
Водопад Могак, как и подобный ему Кук-Караук, лучше всего посещать в конце апреля-начале мая. В это время можно застать максимально большую воду. Ревущий поток скачет через несколько уступов, образуя красивые каскады.
Летом, в межень, этот водопад почти не виден.